# Нюдевка (река)
Нюдевка (Нюдяевка) — река в России, протекает в Умётском и Гавриловском районах Тамбовской области. Устье реки находится в 354 км по левому берегу реки Ворона у деревни Красная Нюдевка Гавриловского района. Длина реки составляет 40 км, площадь водосборного бассейна 194 км².
В Умётском районе по берегам реки стоят деревни Чистовка, Сабуровка, Новички, Нововоздвиженка, Екатериновка, Шиловка, Григорьевка, Ивано-Петровка (Ивановка) и село Васильевка. Около устья в Гавриловском районе стоит деревня Красная Нюдевка.

## Данные водного реестра
По данным государственного водного реестра России относится к Донскому бассейновому округу, водохозяйственный участок реки — Ворона, речной подбассейн реки — Хопер. Речной бассейн реки — Дон (российская часть бассейна).
По данным геоинформационной системы водохозяйственного районирования территории РФ, подготовленной Федеральным агентством водных ресурсов:
- Код водного объекта в государственном водном реестре — 05010200212107000006472
- Код по гидрологической изученности (ГИ) — 107000647
- Код бассейна — 05.01.02.002
- Номер тома по ГИ — 07
- Выпуск по ГИ — 0